# Huesca (tỉnh)
Huesca (tiếng Tây Ban Nha: Huesca, tiếng Aragon: Uesca)
là một tỉnh phía bắc Tây Ban Nha, ở trung bộ của cộng đồng tự trị Aragon. Tỉnh này giáp các tỉnh Navarre, Zaragoza và Lérida cũng như Pháp.